# Danhah
Danhah (en árabe: ضنحه‎, romanizado: Ḍanḥah)  es un pequeño pueblo agrícola y ganadero, del emirato de Fuyaira, al nordeste de Emiratos Árabes Unidos (EAU).
El pueblo cuenta con muchas pequeñas granjas diseminadas, campos de cultivo y frondosos palmerales, aunque se ha visto muy afectado por la actividad de grandes canteras, actualmente abandonadas. En las inmediaciones del actual poblado se encuentran las ruinas de la vieja aldea, prácticamente destruida.
Danhah está situado a orillas del Wadi Danhah, afluente del Wadi Al Fay, que en su curso medio forma una profunda y espectacular garganta en donde la erosión producida por la corriente de agua ha dejado al descubierto sus multicolores capas de rocas sedimentarias estratificadas, muy pulidas y de alta dureza, predominando los tonos rojizos, ocres y blancos.

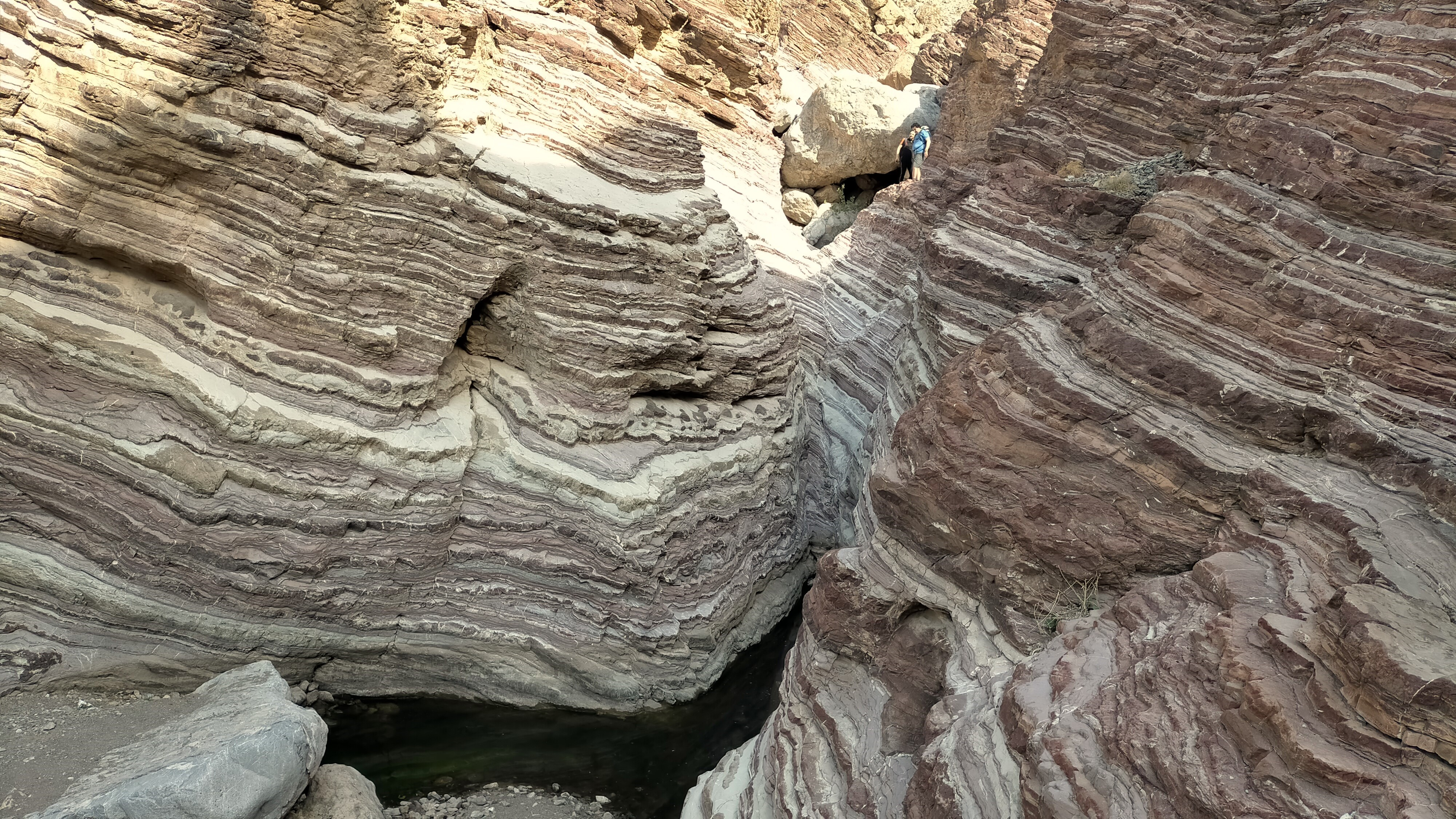
Wadi Danhah - Wadi Zanhah - Garganta y rocas estratificadas

Este pintoresco paisaje ha permitido que en los últimos años Danhah se haya convertido en un popular destino turístico y de senderismo, recibiendo numerosos visitantes.
Algunos de los antiguos habitantes de la zona de Danhah trasladaron sus viviendas permanentes a los alrededores del pueblo de Ghub, que se ha expandido al oeste de la zona central de la llanura aluvial de Dibba / Sayh Dibā (en árabe: سيح دبا‎).

## Toponimia

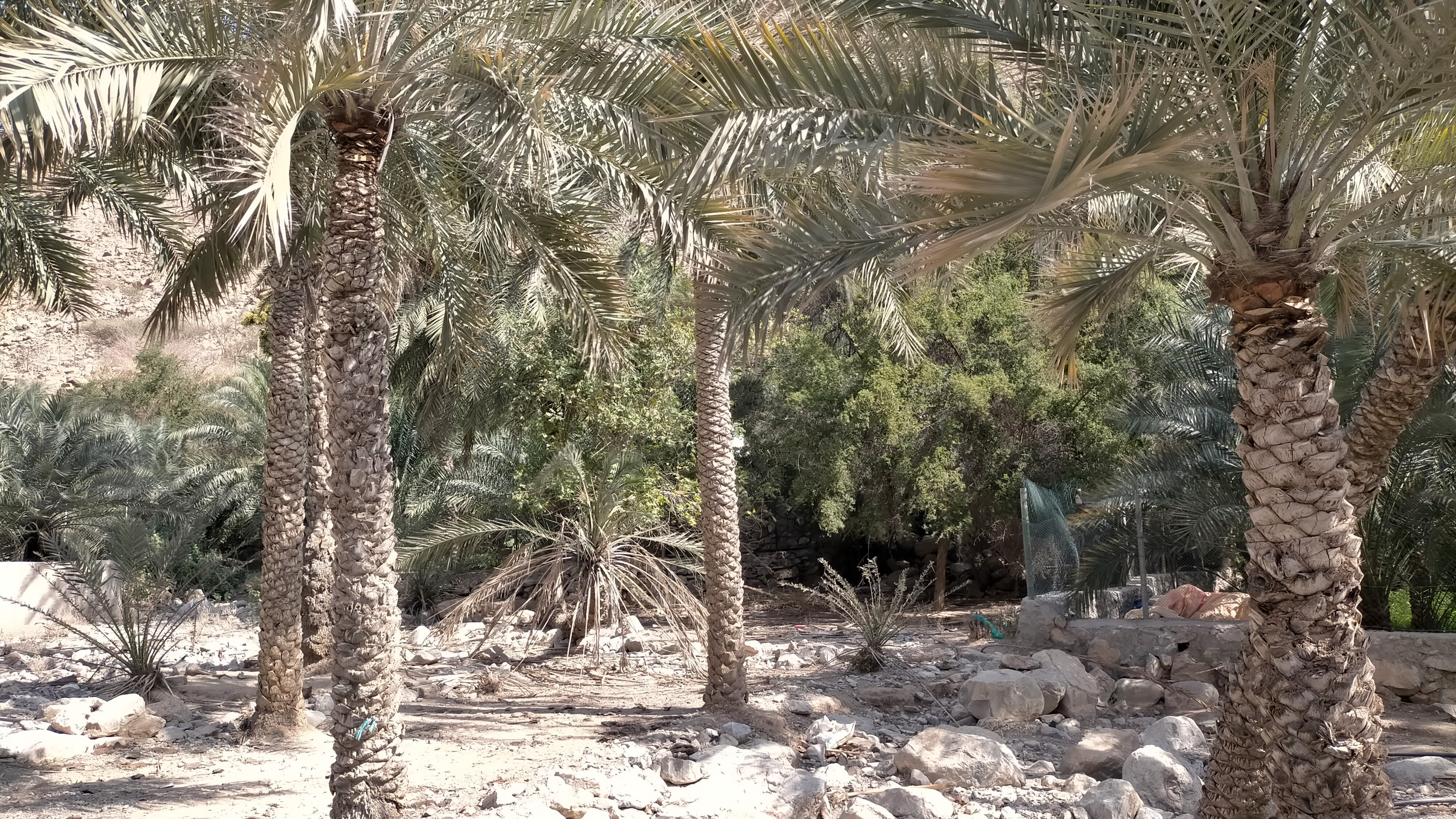
Danhah. Palmerales y zonas de cultivo

Nombres alternativos: Dhanhah, Z̧anḩah, Zahar, Z̧aḩah, Zanhah, Ḍanḥah, Danhah, Dhanha. 
El nombre Danhah (con las grafías Dhanha y Z̧anḩah), sus wadis, montañas y poblaciones cercanas, quedaron registrados en la documentación y mapas elaborados entre 1950 y 1960 por el arabista, cartógrafo, militar y diplomático británico Julian F. Walker, durante los trabajos efectuados para el establecimiento de fronteras entre los entonces denominados Estados de la Tregua, completados más tarde, por el Ministerio de Defensa del Reino Unido, con mapas a escala 1:100 000 publicados a partir de 1971.
En el Atlas Nacional de Emiratos Árabes Unidos no consta expresamente el nombre de este pueblo, pero sí el Wadi Danhah, con la grafía Wādī Ḍanḥah (en árabe: وادي ضنحه‎).

## Población

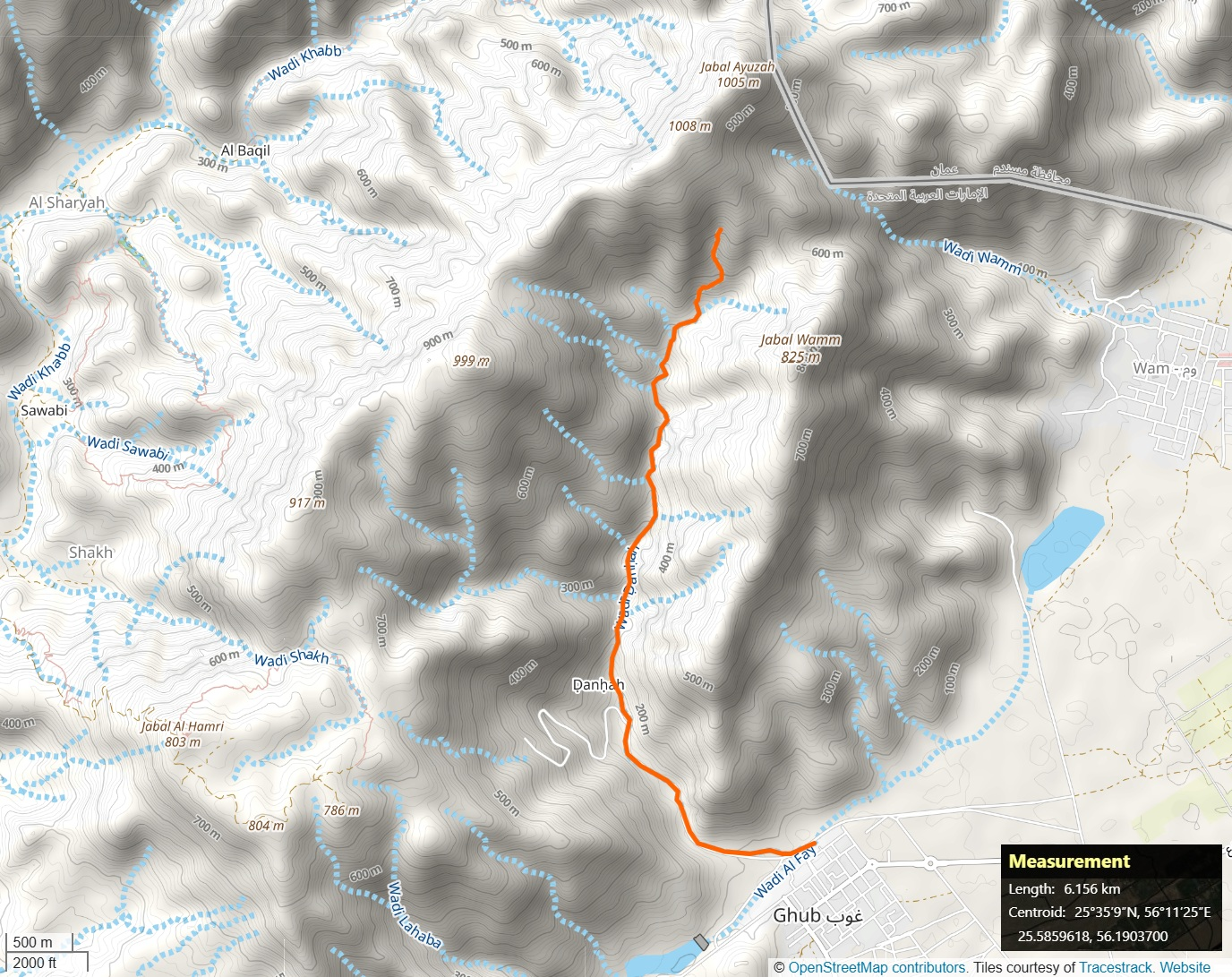
Mapa del Wadi Danhah - Wadi Zanhah - Emirato de Fuyaira

La zona próxima a Danhah y al Wadi Danhah estuvo poblada principalmente por la tribu Sharqiyin, secciones o zonas tribales de Dhanahana,
Yamāmaḩah y Fuhūd.
En las proximidades de Danhah / Zahnah, existen vestigios arqueológicos que dan testimonio de la presencia humana en este territorio desde tiempos muy remotos.